# Kirchenruine Katharinenberg

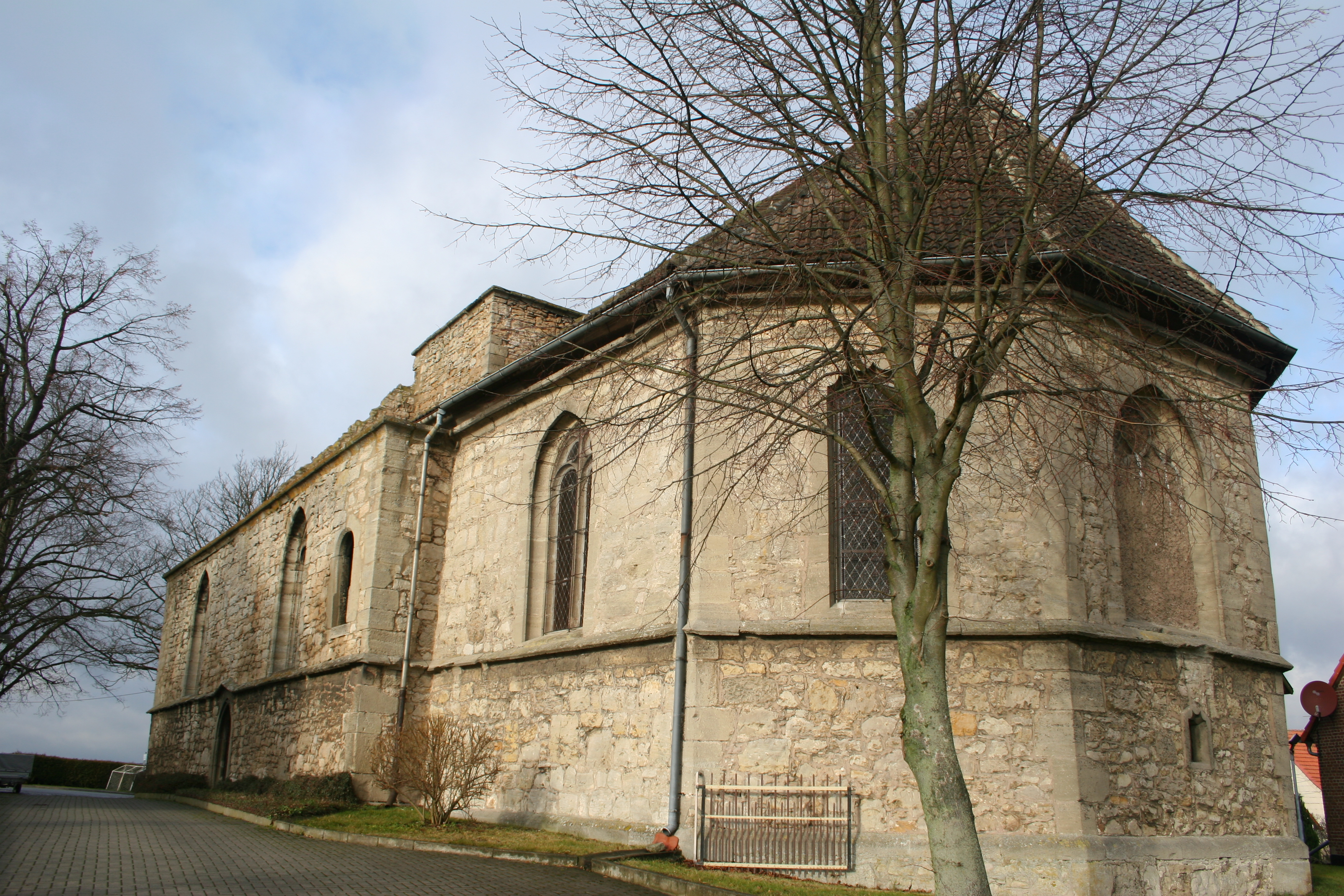
Ostansicht der Ruine der Wallfahrtskirche

Die Kirchenruine Katharinenberg ist eine ehemalige Wallfahrtskapelle der Spätgotik im Ortsteil Katharinenberg der Gemeinde Südeichsfeld im Unstrut-Hainich-Kreis in Thüringen. Sie steht am Südrand des Dorfes.

## Geschichte

### Wallfahrtskapelle

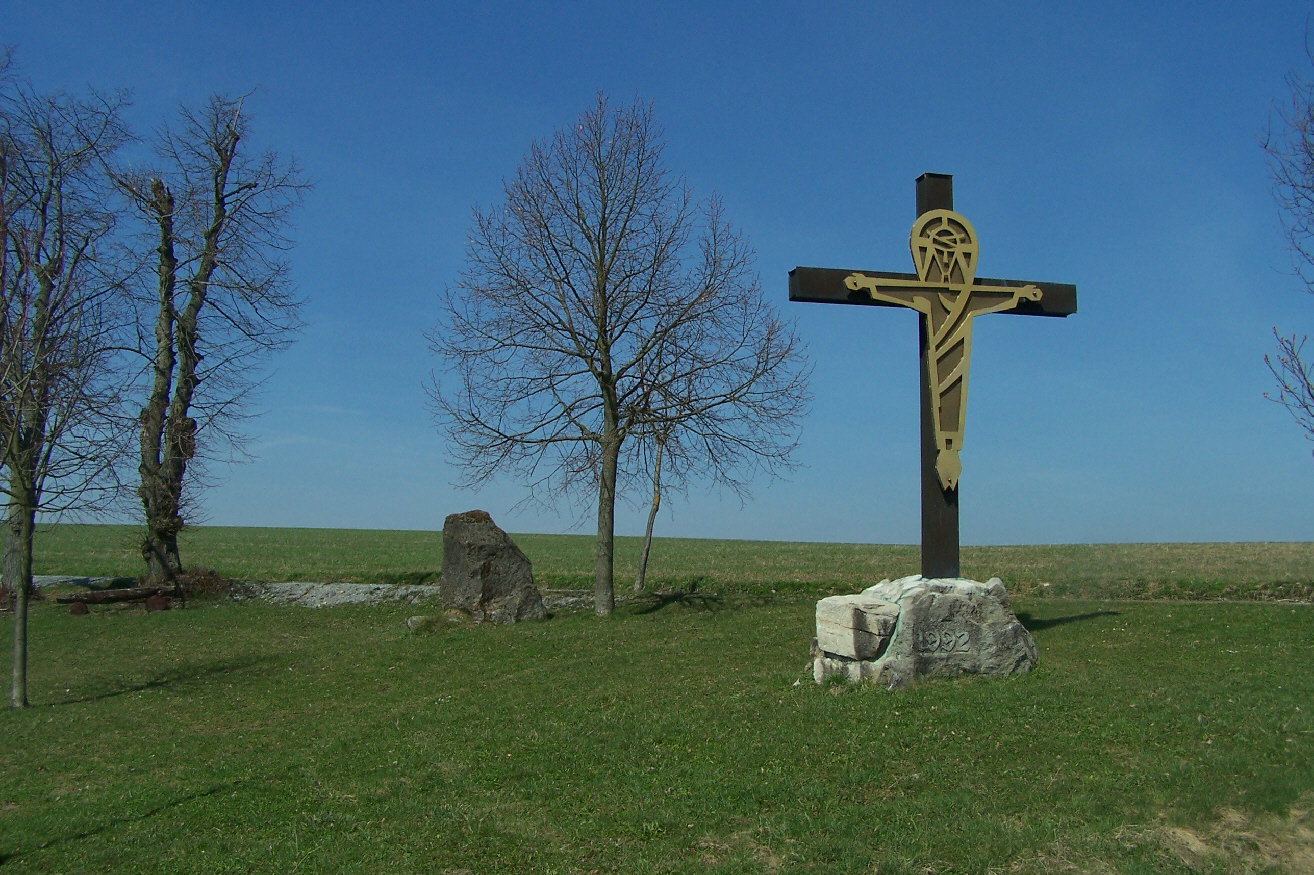
Moderner Andachtsplatz bei Scharfloh (2010)

Um das Jahr 1520 wurde mit dem Bau einer Wallfahrtskapelle an der Handelsstraße Wanfried–Mühlhausen begonnen. Diese wurde unmittelbar nördlich des bereits vorhandenen, wohl nur mit einer niedrigen Umfassungsmauer gesicherten Gutshofes platziert.
Die genauen Umstände, welche zum Bau führten, konnten bisher nicht eindeutig geklärt werden: so ist noch strittig, ob dabei das etwa 4 km nördlich gelegene Kloster Zella oder das 8,5 km südwestlich gelegene Kollegiatstift Großburschla als Bauherr in Erscheinung trat. Hierbei ist zu beachten, dass Kloster Zella zu dieser Zeit bereits mit dem Wallfahrtsort Annaberg versorgt war.

### Kirchenpatrozinium
Im Jahre 1512 wird Katharinenberg erstmals urkundlich erwähnt, als der Erzbischof von Mainz seine als Opfergaben bezeichneten Einkünfte vom Berge der heiligen Katharina an das Zisterzienser-Nonnenkloster Anrode im Eichsfeld übereignete. Der für Katharinenberg bestimmte Kirchenbezirk unterstand jedoch dem Kollegiatstift Burschla, welches zum Kloster Fulda gehört. Das Patroziniumsfest der Katharina ist der 25. November. Mit der Rückkehr des Wilhelm von Harstall aus der Diedorfer Linie der Harstalls zum katholischen Glauben wurde die Kirche in Katharinenberg wieder als Wallfahrtsort benötigt, dies geschah vermutlich kurz nach 1600. Als jährlicher Wallfahrtstermin wurde der 25. April – Markustag – bestimmt.

### Das Heilige Grab in Diedorf

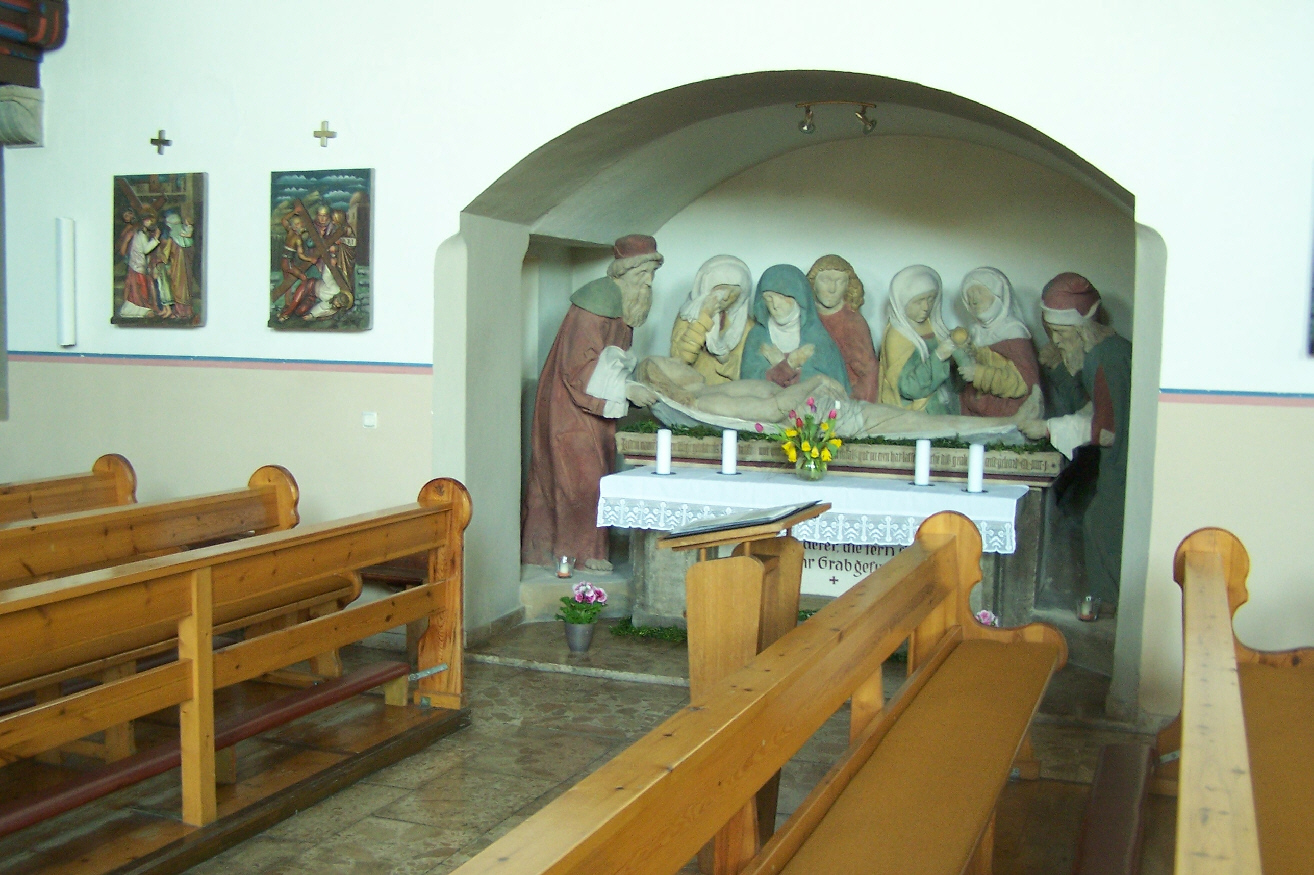
Das heilige Grab (2010)

Von hohem kunstgeschichtlichen Wert ist das Heilige Grab in der nahen Diedorfer Kirche, ein spätgotisches Kunstwerk aus Stein, das wohl erst nach 1600 in dieser Kirche Aufstellung fand. Die wertvolle Arbeit, vermutlich aus einer Erfurter Werkstatt, ist eine Darstellung der Ruhebettung Jesu Christi. Das Heilige Grab sollte ursprünglich für eine Wallfahrtskirche bei Eisenach bestimmt gewesen sein, wo es jedoch nie ankam. Die dem Landadel in Diedorf und Mihla zugerechnete Familie von Harstall, die zu dieser Zeit bereits sehr wohlhabend war, hatte das Bildwerk bereits heimlich in ihren Besitz gebracht und in einem sicheren Versteck im Hainich vergraben lassen, wo es über 50 Jahre verborgen lag und so in der Bevölkerung in Vergessenheit geriet. Man ließ es aber, da die Katharinenberger Kapelle nie fertiggestellt wurde in der Diedorfer Kirche aufstellen.

## Baugeschichte

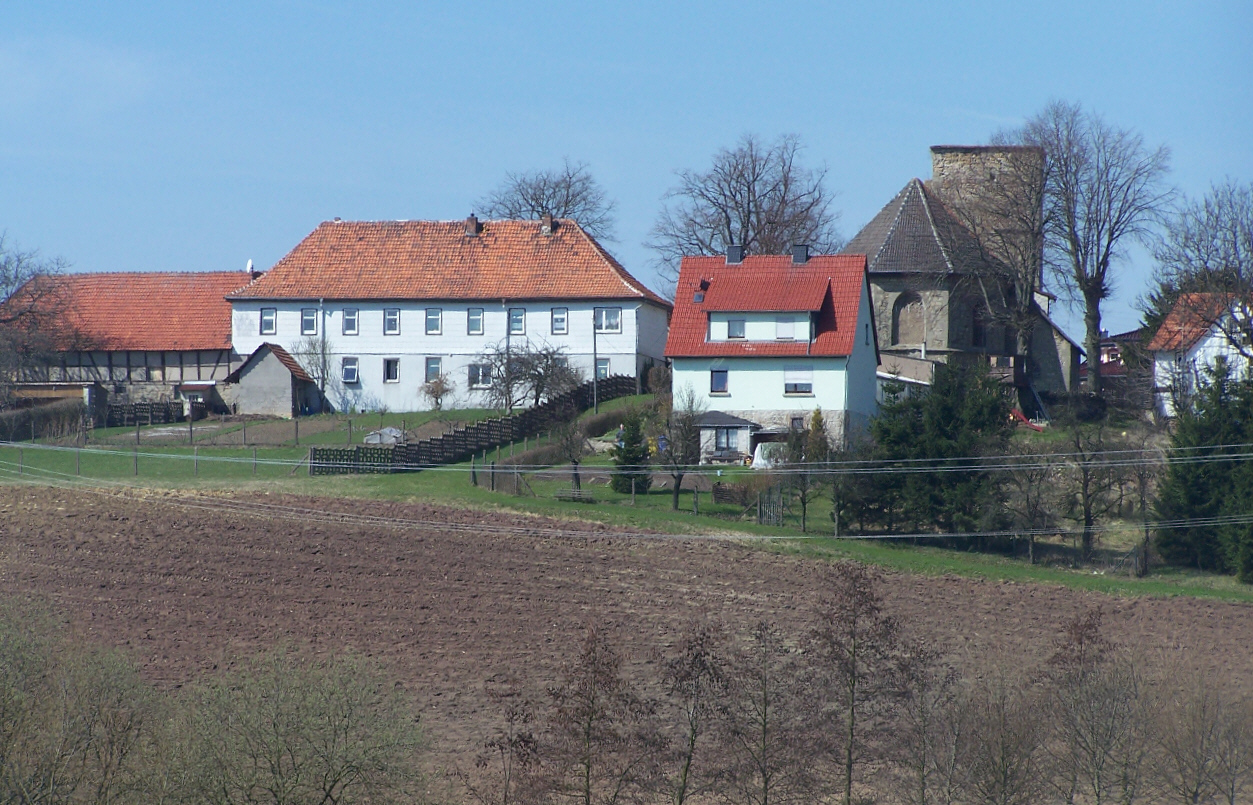
Ortsansicht von Osten

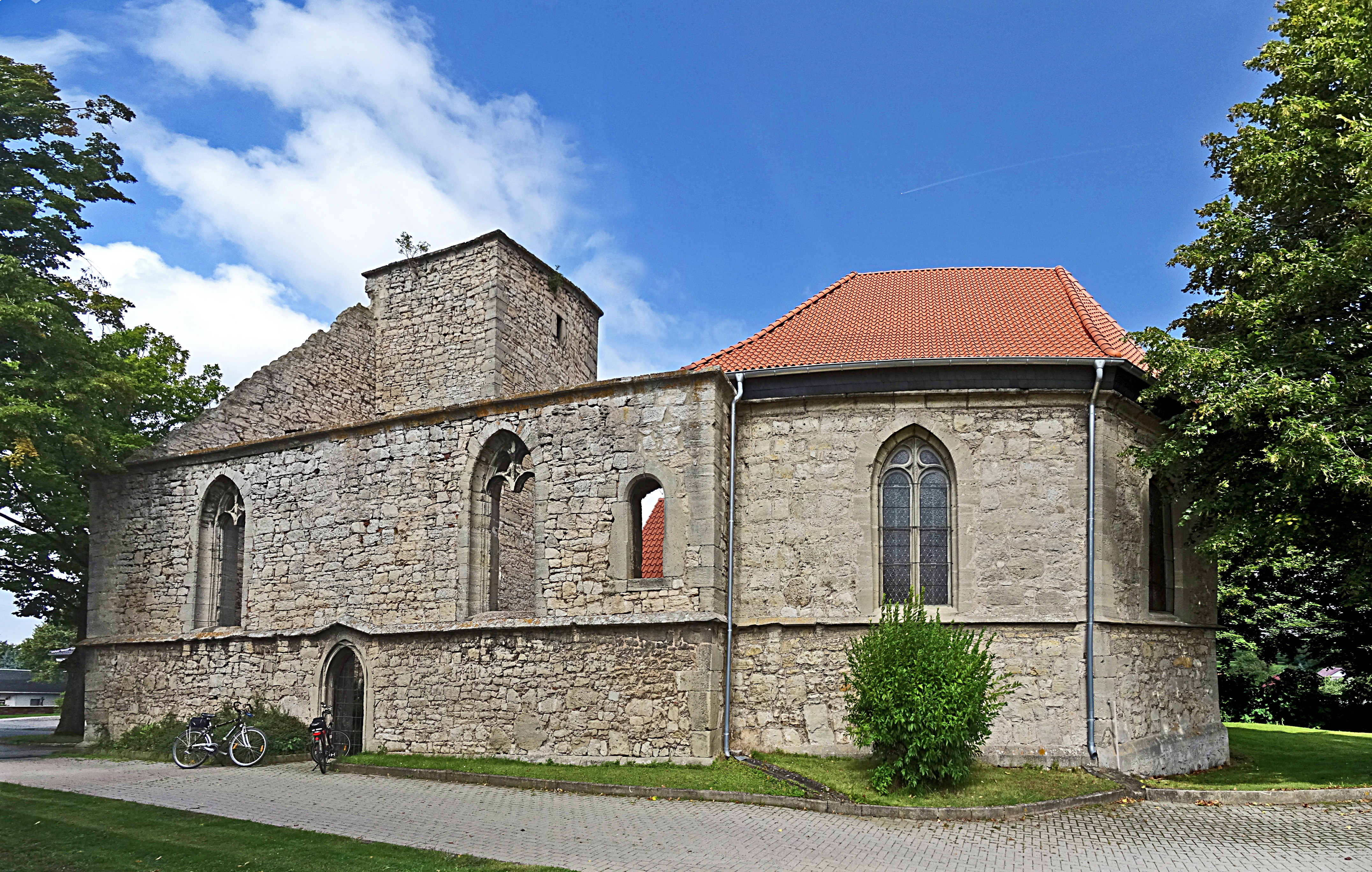
In den Baukörper integrierte neue Kapelle

### Bauzeit
Der Bau der Kirche zog sich, wie damals üblich, über mehrere Jahre hin, denn er erfolgte auf Spendenbasis. Daher wurde die Kirchenbaustelle im Bauernkrieg beim Ausbruch der Kämpfe im Frühjahr 1525 nicht zerstört, sondern wohl nur verwüstet und anschließend aufgelassen. Nach dem Bauernkrieg blieb die Baustelle zunächst ohne Fortgang, da die weltlichen Grundherren zum Evangelischen Glauben übergetreten waren und keiner Wallfahrtskirche bedurften. Der bereits vorhandene Kirchturm wurde jedoch als Wachturm gebraucht und deshalb wieder instand gesetzt.  Noch einmal wurde die Kirchenbaustelle zum Kriegsschauplatz, als im Dreißigjährigen Krieg das Dorf erneut überfallen und niedergebrannt wurde. Auch der Turm soll bei dieser Gelegenheit in Brand gesteckt worden sein, dies wurde auf den Zeitraum 1640–1641 eingegrenzt.

### Reparaturen
Erste belegbare Reparaturarbeiten erfolgten bereits nach den Verwüstungen des Bauernkrieges, sie dienten jedoch nur der Sicherung des Turmes. Die notwendigen hölzernen Einbauten wurden errichtet und ein Pyramidendach auf dem Turm errichtet. Die restlichen Baukörper blieben unangetastet. Inzwischen wurde aber der Chor mit einem Dach versehen, um den Gottesdienst zu erleichtern.

## Baubeschreibung

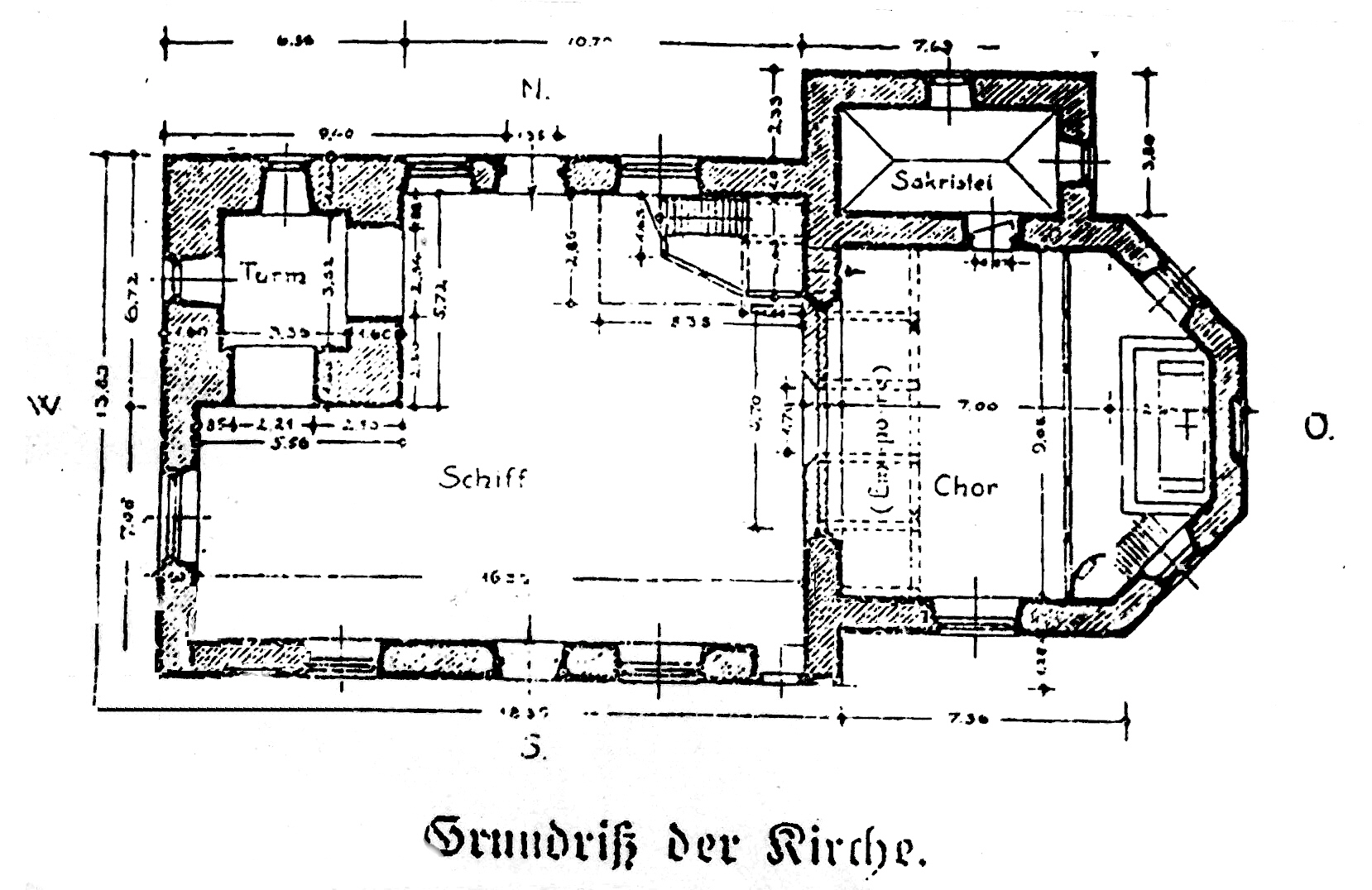
Übersichtsplan

Der einschiffige Bau ist ost-west-orientiert, an der Nordwestecke wurde der Turm errichtet. Zwei Zugänge, im Norden und Süden führen etwa mittig platziert in das Kirchenschiff. Der 5,9 m lange und 2,9 m breite Raum der Sakristei verfügt über ein Gewölbe und ist in den östlichen Teil der Nordmauer eingefügt. Die Bauachse von Kirchenschiff und Chorraum sind nicht exakt fluchtend, eine Erklärung konnte nicht zweifelsfrei dafür gefunden werden.  Inzwischen wurde der Chorraum mit einem (Not-)Dach versehen, um den Gottesdienst zu erleichtern.
Das Mauerwerk besteht aus gelblich-grauem Muschelkalkgestein, die Werksteine aus Sandstein. An mehreren Stellen sind Steinmetzzeichen erfasst worden, sie belegen die hier beschäftigten Handwerker. Verrostete Türangeln wurden in der südlichen Pforte entdeckt, diese führte zu einem nur 10 m von der Kirche entfernt stehenden Gutsgebäude, welches etwa zeitgleich entstanden sein soll.

## Weitere Ansichten

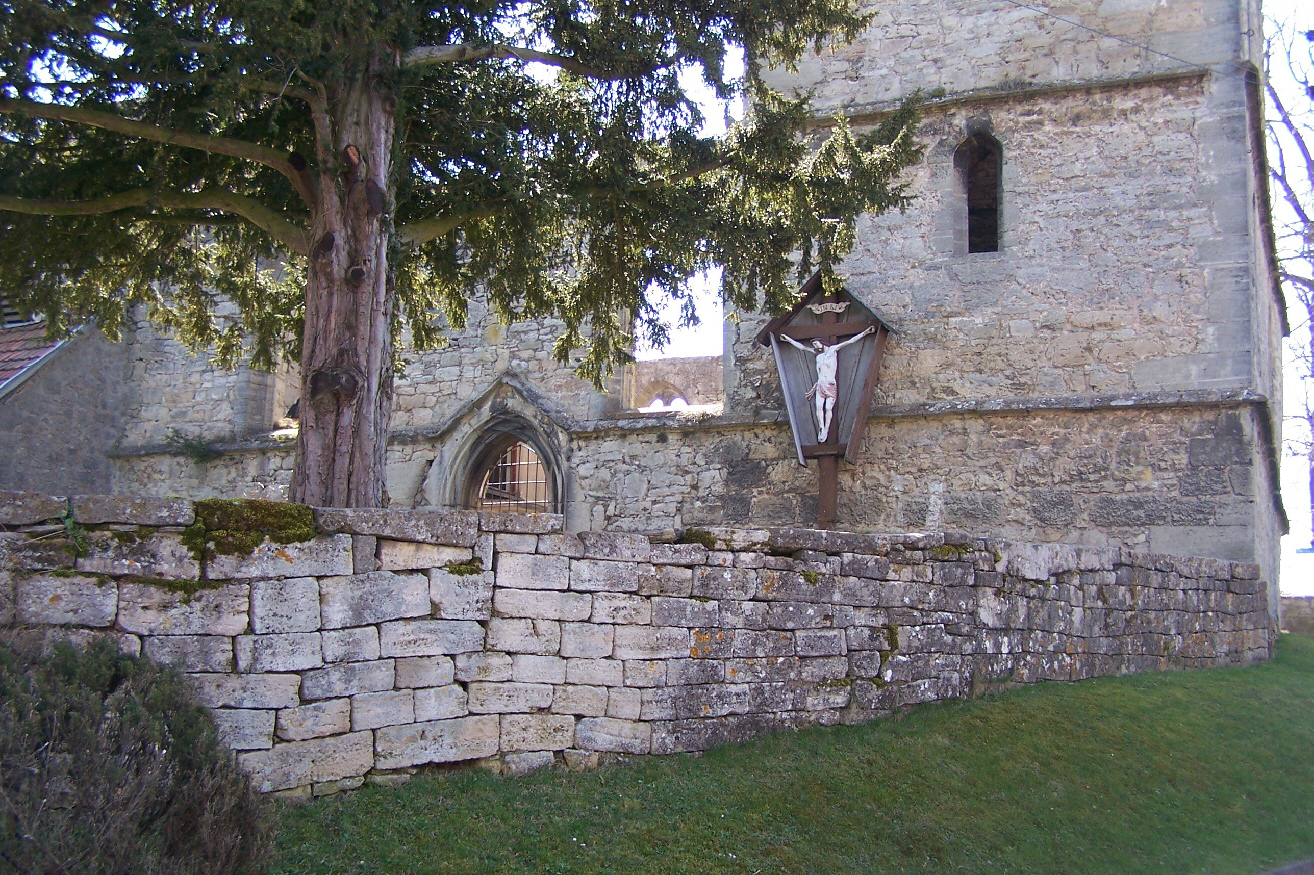
Nordwestansicht
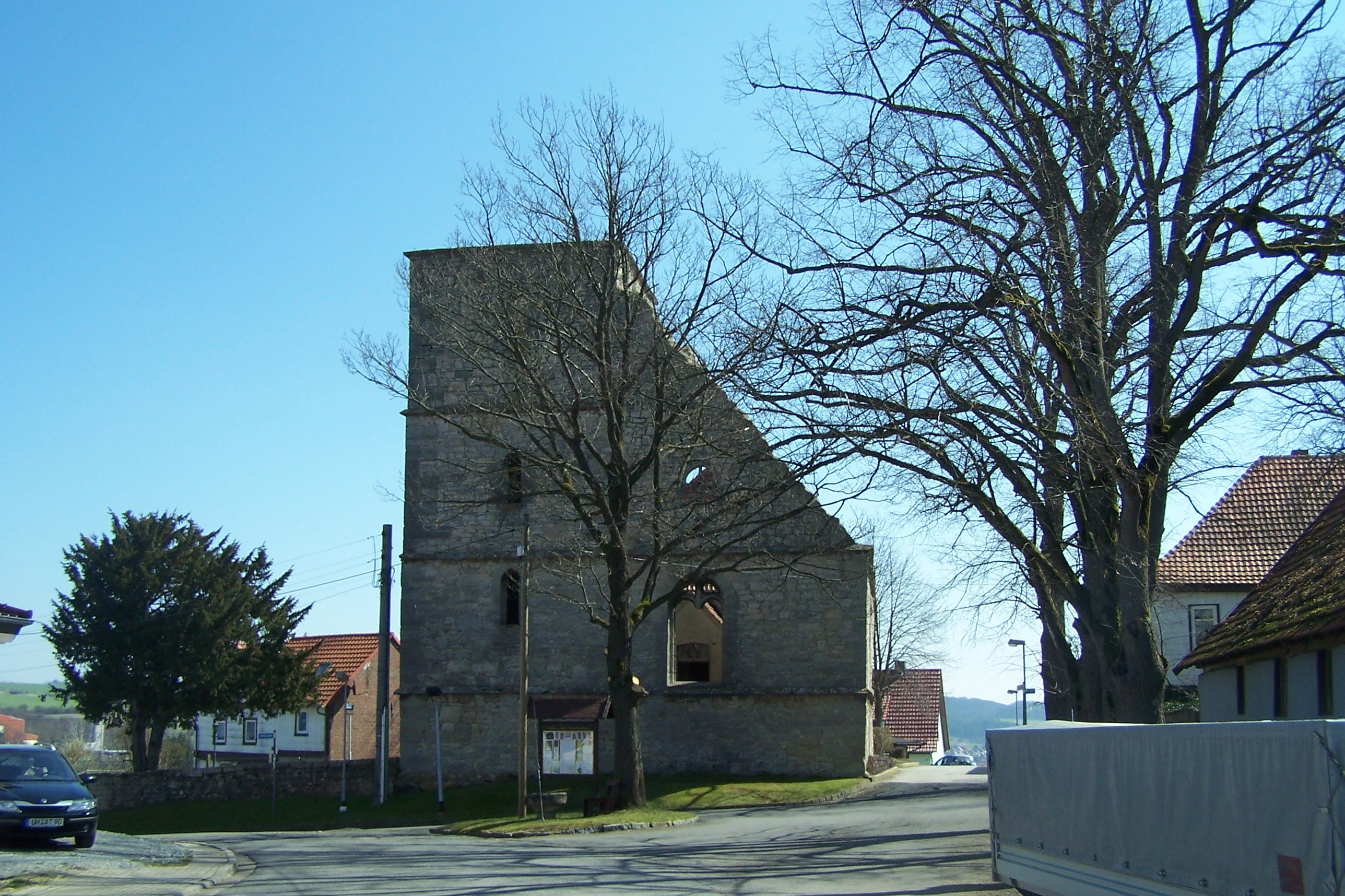
Westansicht
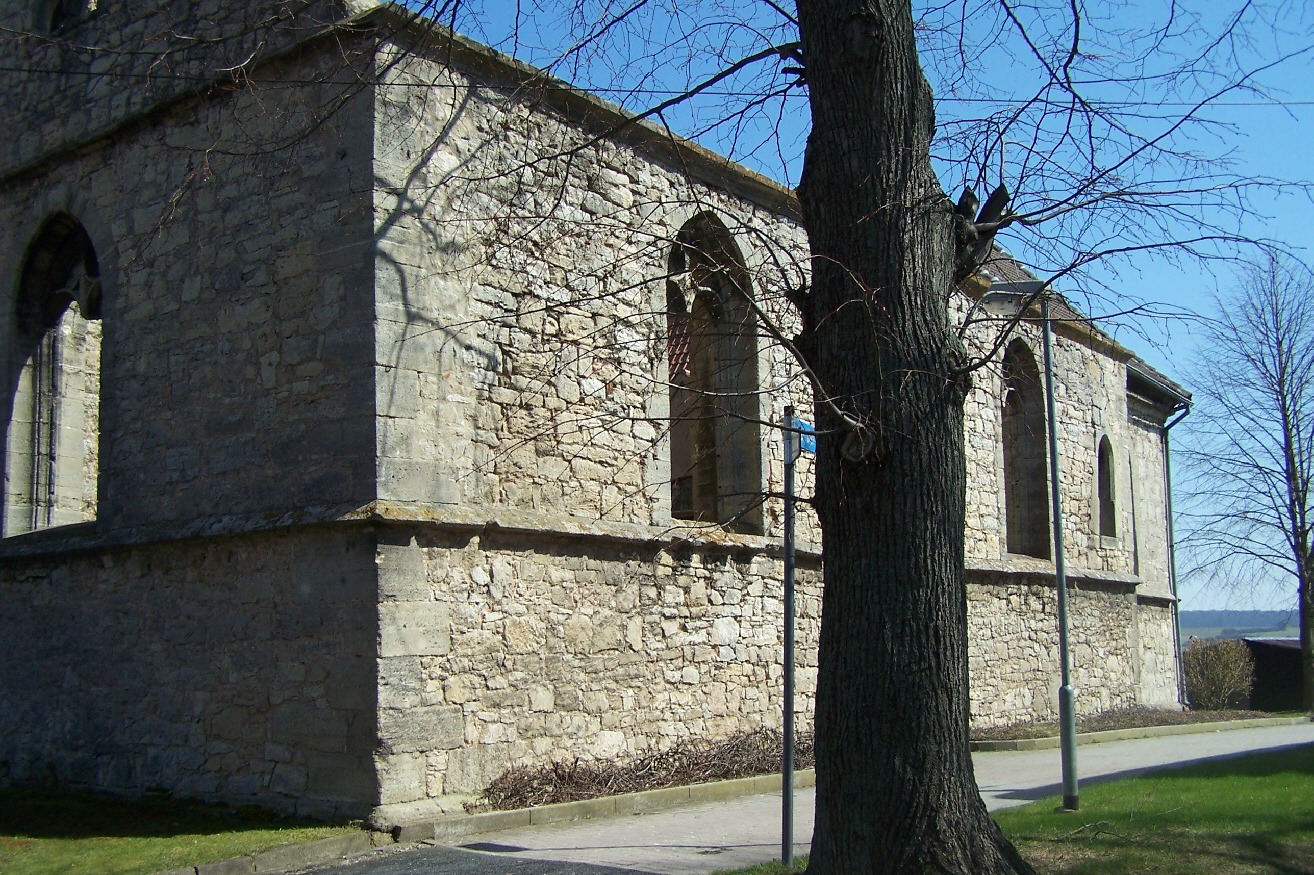
Südwestansicht
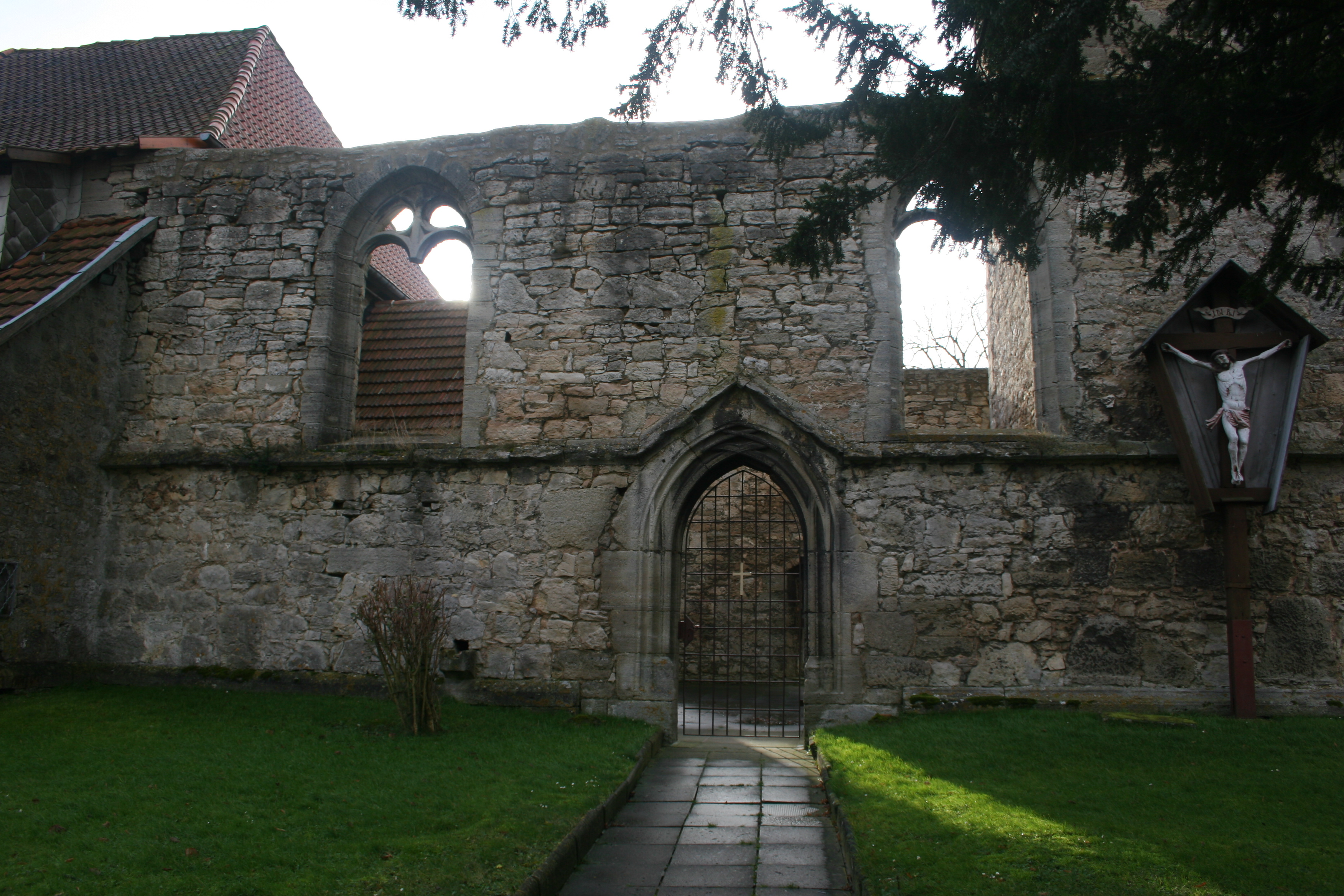
Nordansicht